# 名寄市立大学短期大学部
名寄市立大学短期大学部（日语：／ Nayoro Shiritsu Daigaku　 Tankidaigakubu *），简称名寄短大，是一所位于日本北海道名寄市的公立短期大学。前市立名寄短期大学（日语：／ Shiritsu Nayoro Tankidaigaku *）。

## 概要

### 简介
- 源流成立于1920年。短期大学为于1960年开办[1]、由名寄市。开始招収男学生从1990年。

### 历史
- 1960年 名寄女子短期大学成立并同时设置一个学科家政科[1]。
- 1981年 家政科分离为两个专攻即家政专攻和营养专攻[1]。
- 1984年 儿童专攻成立于家政科[1]。
- 1990年 改校名为市立名寄短期大学、开始招収男学生。家政科变更为生活科学科、家政专攻变更为生活科学专攻[1]。
- 1994年 护理学科成立[1]。
- 2005年 生活科学科（生活科学专攻、营养专攻护理学科）各自招生最后、次年停止招生[1]。
- 2006年 生活科学科儿童专攻变更为儿童学科[1]。
- 2007年 今年3月31日生活科学科（生活科学专攻、营养专攻）各自停止招生[1]。
- 2008年 改校名为名寄市立大学短期大学部[1]。
- 2010年 今年3月31日护理学科停止招生[1]。

### 宪章
- 请参看名寄市立大学短期大学部的标志 （日語） 2014年1月22日阅览。

## 学校环境
- 校区：北海道名寄市

## 历任校长
- 半泽洵：第一代短期大学校长[2]。
- 青木纪：最后短期大学校长[3]

## 组织

### 学科
- 儿童学科

### 前学科
- 生活科学科[注 1]
  - 生活科学专攻[注 1][注 2]
  - 营养专攻[注 1][注 2]
  - 儿童专攻[注 3]
- 护理学科[注 1][注 4]

### 专科
| - 没有 |

### 业余课程
| - 没有 |

## 相关链接
- 日本短期大学列表
- 名寄市立大学